# Assistenzgenossenschaft
Eine Assistenzgenossenschaft ist ein genossenschaftlich organisierter ambulanter Pflegedienst. Seit Anfang der 1990er sind Assistenzgenossenschaften aus der Independent-living-Bewegung hervorgegangen. Das heißt, sie wurden von Menschen mit Behinderung für Menschen mit Behinderung gegründet, um ein selbstbestimmtes Leben zu ermöglichen. Assistenzgenossenschaften organisieren Persönliche Assistenz für körperbehinderte Personen, die einen hohen, vielschichtigen und nur begrenzt planbaren Unterstützungsbedarf haben. Im Gegensatz zu herkömmlichen Pflegediensten sind die Menschen mit Behinderung nicht nur Kunden, sondern lenken und kontrollieren über die Generalversammlung der Genossenschaft die Arbeit des eigenen Pflegedienstes.

## Geschichte der Assistenzgenossenschaften in Deutschland

### 1970er – fehlende Teilhabemöglichkeiten
Die Geschichte der Assistenzgenossenschaften ist eng mit der Geschichte der Behindertenbewegung verwoben. Seit den 70er Jahren organisierten sich behinderte Menschen, forderten Partizipationsmöglichkeiten und stritten für ihr Recht ein selbstbestimmtes Leben zu führen. Menschen mit Körperbehinderung war bis dahin eine Beteiligung am öffentlichen Leben kaum möglich. Wenn sie nicht bei ihren Familien lebten, waren sie in Anstalten und Heimen untergebracht, die sie selbständig nicht verlassen konnten. Die verkehrstechnische und bauliche Infrastruktur verhinderte, dass Menschen mit Behinderung am öffentlichen Leben teilnehmen konnten. Inklusion existierte so gut wie gar nicht. So konnte beispielsweise einer der Mitbegründer der Hamburger AssistenzGenossenschaft, Gerlef Gleiss, seine Schullaufbahn nicht beenden, da er nach einem Unfall mit resultierender Querschnittslähmung als 17-Jähriger keine Schule fand, die bereit war ihn zu unterrichten.

### 1980er – In Bremen gründet sich die erste Krüppelgruppe
Gegen diese Zustände wehrten sich Betroffene, indem sie durch öffentlichkeitswirksame Aktionen und Demonstrationen auf die Diskriminierung aufmerksam machten und sich, wie in Bremen gegen Ende der 70er Jahre, in Krüppelgruppen organisierten. Es kam zudem zu Protestaktionen in Rathäusern und Blockaden des ÖPNV, um auf die mangelnden Möglichkeiten der Mobilität behinderter Menschen aufmerksam zu machen. Eine der öffentlichkeitswirksamsten Aktionen war 1981 der Schlag mit der Krücke des Bremer Aktivisten Franz Christoph gegen das Schienbein des Bundespräsidenten Carstens. Unter dem Motto „jedem Krüppel seinen Knüppel“ und „keine Reden, keine Aussonderung, keine Menschenrechtsverletzungen“ hatten sich behinderte Aktivisten auf der Bühne der Westfalenhalle angekettet, auf welcher Carstens eine Rede halten sollte.

### Selbstbestimmt-Leben-Zentren und Vernetzung über Zeitschriften
Ziel war es aber nicht nur, neue Gesetze zur Gleichstellung behinderter Menschen zu erstreiten, sondern auch sich gegenseitig zu unterstützen, diese Rechte auch umsetzen zu können. Die Betroffenen gründeten Mitte der Achtziger Jahre Zentren für selbstbestimmtes Leben, wie den Verein Autonom Leben e.V. in Hamburg oder SelbstBestimmt Leben e.V. in Bremen. In diesen selbstorganisierten Beratungsstellen ging es neben einem politisch-aktionistischen Ansatz auch um die Peer-Beratung, wie selbstbestimmtes Leben umgesetzt werden kann.
Zeitgleich vernetzten sich Menschen mit Behinderung nicht nur über den Austausch in den lokalen Gruppen, sondern auch überregional, z. B. durch selbstverlegte Zeitschriften (Krüppelzeitung, Randschau, LOS und andere). Dort wurden auch ganz praktische Fragen diskutiert, z. B. wie ein Leben mit Persönlicher Assistenz organisiert werden sollte, oder welche Unterstützungsangebote für Behinderte es in anderen Ländern gibt.

### Inspiration aus Schweden und Argumente für die Genossenschaftsidee
Eine wichtige Inspirationsquelle für die Idee sich Assistenz über eine Genossenschaft selbst zu organisieren war die STIL in Schweden, die bereits 1984 die Arbeit aufnahm.

Der Mitgründer der ersten Krüppelgruppe Deutschlands Horst Frehe argumentierte 1990 in der österreichischen Behindertenzeitung LOS für die Organisationsform der Genossenschaft, da nur so dauerhaft gesichert sei, dass die Entscheidungsmacht bei den Behinderten bliebe und die Selbstbestimmt-Leben-Zentren als unabhängige, kritische Instanz nicht mit der Assistenzgenossenschaft verwoben würden. Zugleich grenzte sich Frehe von dem verbreiteten Modell der ambulanten Dienste ab. Ähnlich argumentierte Swantje Köbsell 1993 in der Randschau zur Motivation die Organisationsform der Genossenschaft zu wählen:
„Auf der Suche nach einer Organisationsform, die die größtmögliche Einflussnahme und Kontrolle seitens der Assistenznehmerinnen sicherstellen sollte, stießen wir auf die Organisationsform der Genossenschaft. In einer Genossenschaft haben alle Genossinnen dasselbe Stimmrecht, Genossin wird man/frau, indem ein Genossenschaftsanteil gezeichnet – und gezahlt wird. Indem die als Genossinnen organisierten Assistenznehmerinnen auch finanziell an der Genossenschaft beteiligt sind (wenn auch nur mit einer relativ geringen Summe), identifizieren sie sich noch stärker damit als bei einem Verein und sind da- rüber auch am Erfolg bzw. Werdegang der Assistenzgenossenschaft beteiligt. Daneben ist aber auch eine Beteiligung der Mitglieder an allen wichtigen Entscheidungen der Organisation der Genossenschaft von großer Bedeutung. Durch die Organe der Genossenschaft (Generalversammlung, Aufsichtsrat und Vorstand) kann von den als Genossinnen organisierten Assistenznehmerinnen ein entscheidender Einfluss auf die Tätigkeit der Genossenschaft ausgeübt werden. Im Statut ist festgelegt, dass bestimmte Entscheidungen über Art, Ausrichtung und Durchführung der Assistenzleistungen in einer AssistenznehmerInnenversammlung beraten und dem Vorstand und Aufsichtsrat vorgeschlagen werden. So ist die optimale Angebotskontrolle durch die Konsumentinnen sichergestellt.“

### Gründung der Genossenschaften
Im deutschsprachigen Raum existieren zurzeit (2022) drei Assistenzgenossenschaften: Mit der Assistenzgenossenschaft Bremen wurde 1990 die erste Assistenzgenossenschaft in Deutschland von Aktivisten aus dem Verein SelbstBestimmt Leben e.V. gegründet.
1993 folgte in Hamburg die Gründung der Hamburger AssistenzGenossenschaft, welche 1994 ihre Arbeit aufnahm. Sie wurde von behinderten Menschen aus dem Umfeld des Selbsthilfevereins Autonom Leben e.V. gegründet.
In Österreich schlossen sich 2002 elf Frauen und Männer mit Behinderung zur Wiener Assistenzgenossenschaft zusammen. 2006 wurde eine weitere Geschäftsstelle in St. Pölten eröffnet und die Wiener Assistenzgenossenschaft wurde zur WAG Assistenzgenossenschaft, welche heute in Wien, Niederösterreich und dem Burgenland tätig ist.

## Aufbau und Organisation
Genosse kann in der Regel werden, wer mit den Zielen der Genossenschaft übereinstimmt und durch den Vorstand der Genossenschaft aufgenommen wird. Das heißt, nicht alle Klienten einer Assistenzgenossenschaft sind zwangsläufig Mitglied der Genossenschaft. Die Generalversammlung der Genossen bestimmt den Aufsichtsrat und den geschäftsführenden Vorstand der Genossenschaft.
Assistenzgenossenschaften sind gemeinnützig. Sie dienen dem Gemeinwohl und sind steuerbegünstigt. Die Mittel der Genossenschaft dürfen nur für die satzungsgemäßen Zwecke verwendet werden. Es müssen keine Gewerbe- und Körperschaftssteuern an das Finanzamt abgeführt werden. Gemeinnützigkeit bedeutet auch, dass die Mitglieder der Genossenschaft von den Tätigkeiten der Genossenschaft wirtschaftlich nicht profitieren. Sie erhalten keine Gewinnanteile und auch keine sonstigen Zuwendungen aus Mitteln der Genossenschaft.

## Rezeption

### Fachdiskurse

#### Disability Studies
Die Gründung und der Betrieb einer Assistenzgenossenschaft wird heute rückblickend von den Menschen aus der Behindertenbewegung bzw. Wissenschaftlern, die sich mit der Geschichte der Behindertenbewegung beschäftigen, als Teil eines „Prozesses der Institutionalisierung und Pragmatisierung“ beschrieben und zugleich als Erfolg der Bewegung auf dem Weg zur Selbstbestimmung interpretiert. Der Behindertenaktivist, Jurist und MdL Andreas Jürgens schrieb 1994:
„Zurückblickend auf die über 10 Jahre meines Engagements entwickelte sich so manche Idee und Vorgehensweise weswegen wir anfangs als radikal und träumerisch gebrandmarkt wurden, zusehends zum breiten Konsens, so daß die Träumerinnen von früher mittlerweile zu wichtigen Gestalterinnen und Trendsettern der heutigen Behindertenpolitik geworden sind, deren Ideen und Begriffe sogar die traditionellen Kräfte der Behindertenhilfe Zusehens aufgreifen. Sei es die Zugänglichmachung des öffentlichen Nahverkehrs, für den wir mit Demonstrationen und Blockaden kämpfen, der Aufbau von Ambulanten Diensten und Assistenzgenossenschaften, die Entwicklung von Zentren für selbstbestimmtes Leben und das Modell der Persönlichen Assistenz oder die Forderung nach Gleichstellungsgesetzen, so sind dies Trends, deren Forderungen längst nicht alle aus der Bewegung erfüllt sind, die aber entscheidend von uns engagierten Behinderten vor Ort geprägt wurden.“

#### Genossenschafts- und Sozialforschung
Die Etablierung der Assistenzgenossenschaft hat nicht nur im Bereich der Behindertenbewegung und der Disability Studies für Beachtung gesorgt. Außerhalb der „Szene“ und regionaler Berichterstattung in Medien wurde vor allem in Fachpublikationen um die Themen Genossenschaftswesen, Sozialstaatlichkeit und Pflegewissenschaften das Modell der Assistenzgenossenschaften mit Interesse verfolgt.
Die Literatur über Genossenschaften fasst die Assistenzgenossenschaften dabei unter den Bereich der Sozialgenossenschaften bzw. genauer Patientengenossenschaften, welche z. B. auch im Bereich der Altenpflege existieren, und hebt hervor, wie das Genossenschaftsmodell die Autonomie der „Patienten“ fördert.

Des Weiteren gelänge es dem Sozialwissenschaftler Timm Kunstreich zufolge durch das Genossenschaftsmodell, die Rechte behinderter Menschen in besondere Form zu sichern und zu einer „Normalisierung“ von Behinderungen beizutragen:
"Weitere Praxisbeispiele derartiger Sozialgenossenschaften finden sich im Bereich des selbstbestimmten Lebens im Alter und in der Selbstorganisation von Behinderten. Bekannte Beispiele sind die Bremer Behindertengenossenschaft [sic] und die Hamburger Assistenzgenossenschaft. Entstanden aus der Kritik an der Anstalt – in großer wie in kleiner Form – läuft ihr Grundgedanke darauf hinaus das, was Behinderte für ihr alltägliches Leben brauchen, gemeinschaftlich zu organisieren und ggf. kollektiv „einzukaufen“. Diese Praxis der „Normalisierung“ lässt sich als Praxis der Sicherung umfassender Bürgerrechte verstehen, geht es doch bei diesem Verständnis von „Normalisierung“ nicht darum, den einzelnen behinderten Menschen an eine herrschende Normalität anzupassen (was vollständig nie gelingen kann und die Stigmatisierung verstärkt), sondern umgekehrt Behinderten die Möglichkeiten in die Hand zu geben, ihr Leben so zu gestalten, wie das „alle tun“.

### Auszeichnungen

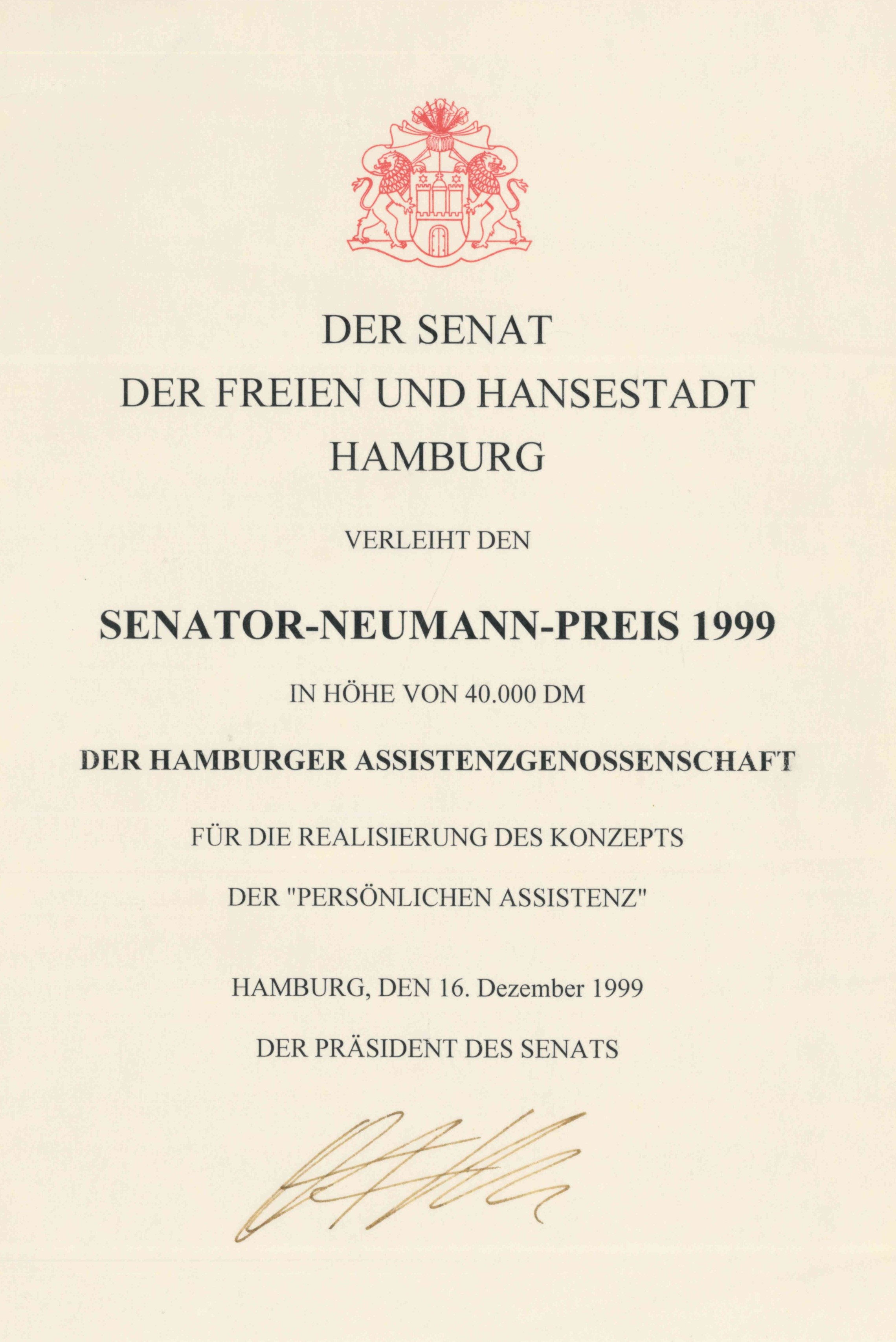
1999 erhielt die Hamburger AssistenzGenossenschaft eG den Senator-Neumann-Preis der Freien und Hansestadt Hamburg für die Realisierung des Konzeptes der Persönlichen Assistenz.

Die Hamburger AssistenzGenossenschaft wurde im Dezember 1999 mit dem Senator-Neumann-Preis der Freien und Hansestadt Hamburg ausgezeichnet. Sie erhielt die Ehrung für „ihr Konzept der Persönlichen Assistenz, das behinderten Menschen ein weitgehend eigenständiges Leben in der Gesellschaft ermöglicht“.

### Recht auf Assistenz vs. Arbeitnehmerrechte
Wie bei vielen Anbietern von Persönlicher Assistenz kam es beim sogenannten „Scheißstreik“ im Jahr 2010 auch in den Assistenzgenossenschaften zu einer öffentlich geführten Auseinandersetzung mit den Arbeitnehmern in der Persönlichen Assistenz (Assistenzgebende). Hintergrund war und ist die Fragestellung, wie das Recht auf Persönliche Assistenz, das von den Assistenzgebenden eine hohe Flexibilität verlangt, mit den Arbeitnehmerrechten vereinbar ist, sowie Forderungen nach einer Anerkennung des Berufsbildes der Persönlichen Assistenz, Forderung nach höheren Löhnen und mehr gewerkschaftliches Engagement für die Beschäftigten in der Assistenz.